# Strangers Kiss
Pour les articles homonymes, voir Strangers.

Strangers Kiss est un film américain réalisé par Matthew Chapman en 1983.

## Synopsis
Un réalisateur de film manipule les acteurs de son film, afin d'obtenir une intensité de jeu impossible à obtenir autrement.
Le film est une histoire romancée du tournage du film de Stanley Kubrick Le Baiser du tueur (1954).

## Fiche technique
- Réalisateur : Matthew Chapman
- Genres : Comédie, Drame
- Année : 1983
- Durée : 95 minutes

## Distribution
- Peter Coyote : Stanley, le réalisateur
- Victoria Tennant : Carol Redding / Betty
- Blaine Novak : Stevie Blake
- Linda Kerridge : Shirley
- Richard Romanus : Frank Silva